# Strastar
Strastar（ストラスター、ハングル:스트라스타、英:STRASTAR）は韓国に本社（strastar co. Ltd.）を持つ日本の独立子会社で、日本国内のモバイルゲームのパブリッシングとデジタルゲームキーを販売しているウェブサイトを運営する株式会社である。

## サービス内容

### GameTHOR
GameTHORは株式会社STRASTARが運営するウェブサイトを利用したデジタルゲームキー販売専用サイト。

### Mobile Game
モバイルゲームの多くの日本パブリッシング
- Fruit Ninja
- Hungry Shark
- Move it
- Sand box
- Great Little big war（こびと大戦争）
- Rise of Blob（ぷにぷにパニック）